# Фактор свёртывания крови III
Фактор свёртывания крови III (синонимы тканевой тромбопластин, тканевой фактор) — состоит из белка апопротеина III и комплекса фосфолипидов  .

Схема свёртывания крови

Входит в состав мембран большинства клеток нашего организма. Его экспрессируют клетки практически всех тканей организма, за исключением эндотелия и клеток крови. При повреждении эндотелия плазма крови вступает в контакт с клетками, несущими тканевый фактор. Тканевой тромбопластин активирует внешнюю систему свёртывания крови, которая запускается в ответ на повреждение кровеносного сосуда. Этот механизм используется и при реализации различных диагностических тестов на свертывание крови. Например, в тесте Протромбиновое время и в тесте Тромбодинамика тканевой фактор играет роль активатора свертывания в образце крови пациента.
Взаимодействие тканевого тромбопластина с активированным фактором свёртывания крови VII приводит к образованию комплекса, который активирует фактор свёртывания крови X, который в свою очередь вызывает образование тромбина из протромбина.